# Alexander Vasiliev
Alexander Alexandrovich Vasiliev (in russo Алекса́ндр Алекса́ндрович Васи́льев?, Aleksandr Aleksandrovič Vasil'ev; San Pietroburgo, 4 ottobre 1867 – Washington, 30 marzo 1953) è stato uno storico e insegnante russo naturalizzato statunitense.
È considerato uno degli esperti più autorevoli di cultura e storia bizantina del XX secolo. La sua opera in due volumi Storia dell'Impero bizantino (1928), rimane una delle più consultate, al pari degli scritti di Edward Gibbon e Fëdor Uspenskij.

## Biografia
Nacque e crebbe nella capitale imperiale. Studiò dapprima teoria e composizione al Conservatorio musicale, più avanti all'Università imperiale, sotto l'egida di Vasilij Vasil'evskij, uno dei primi bizantinisti. In seguitò vi insegnò occupando la cattedra di lingua araba (1912). Tra il 1897 e il 1900, approfondì la sua formazione a Parigi. Nel 1902, accompagnò Nicholas Marr nel suo viaggio al Monastero di Santa Caterina nel Sinai.
Durante la sua permanenza presso l'Università di Tartu (1904-1912), Vasiliev realizzò una monografia molto influente, Bisanzio e gli arabi (1907), successivamente divisa in due volumi. Lavorò anche all'Istituto russo d'archeologia, istituito da Fëdor Uspenskij a Costantinopoli. Ritornato in patria (1912 ca.), venne eletto all'Accademia russa delle scienze nel 1919.
Nel 1925, durante il suo ritorno a Parigi, Vasiliev fu convinto da Michail Ivanovič Rostovcev a emigrare definitivamente in Occidente. Fu lo stesso  Rostovcev ad assicurargli una posizione presso l'Università del Wisconsin a Madison. Alcuni decenni più tardi, Vasiliev si trasferisce a Dumbarton Oaks. Verso la fine della sua vita, venne eletto presidente dell'Istituto "Nikodim Kondakov" di Praga e dell'Associazione internazionale di studi bizantini.

## Pubblicazioni
- Schiavi in Grecia (1898);
- L'espansione latina nel Levante (1923);
- Storia dell'Impero bizantino, vol. 1: Da Costantino alle crociate (1a ed. russa 1925; dal 1929 in inglese e altre traduzioni);
- Storia dell'Impero bizantino, vol. 2: Dalle crociate alla caduta dell'Impero (1935);
- Bisanzio e gli arabi, vol. 1: Relazioni politiche tra i bizantini e gli arabi durante la dinastia amoriana (1a ed. russa 1907; nel 1935 in inglese; nel 1950 in francese, come Byzance et les arabes : la dynastie d'Amorium (820–867));
- Bisanzio e gli arabi, vol. 2: Relazioni politiche tra i bizantini e gli arabi durante la dinastia macedone (1a ed. russa 1907; nel 1935 in inglese; nel 1950 in francese, come Byzance et les arabes : la dynastie macédonienne (867–959));
- I goti nella Crimea (1936)